# Косатка (Польща)
Косатка (пол. Kosatka) — село в Польщі, у гміні Броншевиці Серадзького повіту Лодзинського воєводства.
Населення — 85 осіб (2011).
У 1975-1998 роках село належало до Серадзького воєводства.

## Демографія
Демографічна структура станом на 31 березня 2011 року:
|          | Загалом | Допрацездатний вік | Працездатний вік | Постпрацездатний вік |
| -------- | ------- | ------------------ | ---------------- | -------------------- |
| Чоловіки | 42      | 4                  | 31               | 7                    |
| Жінки    | 43      | 5                  | 24               | 14                   |
| Разом    | 85      | 9                  | 55               | 21                   |